# How High the Moon
How High the Moon ist der Titel eines Jazzstandards (komponiert von William Morgan „Buddy“ Lewis, Jr. mit einem Text von Nancy Hamilton), das als Teil der Broadway-Revue Two for the Show 1940 aufgeführt wurde und sich später verselbständigt hat.

## Entstehungsgeschichte

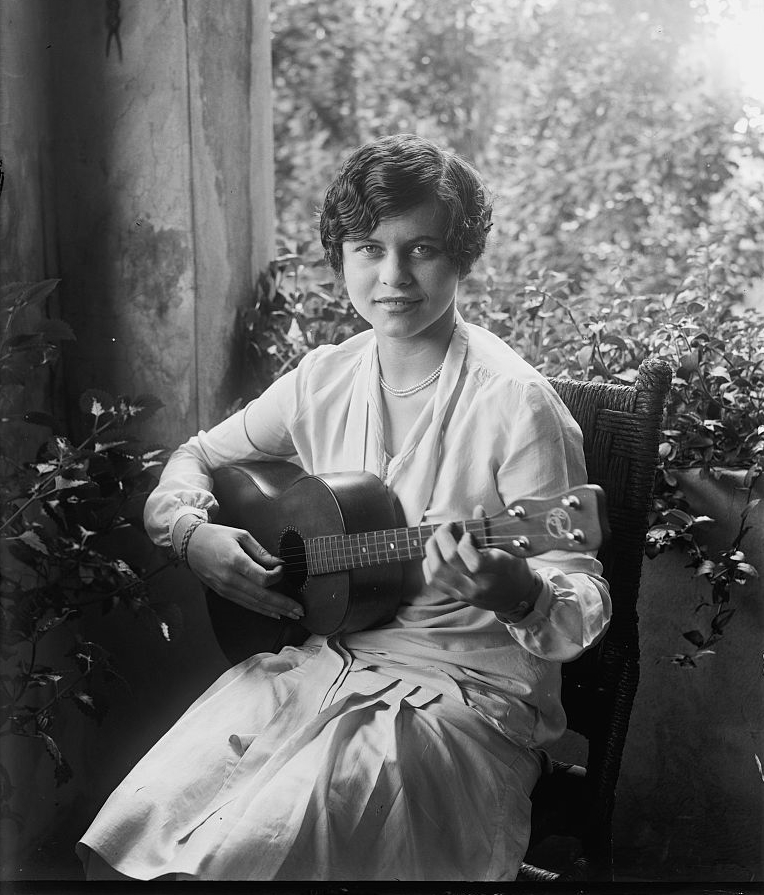
Texterin Nancy Hamilton am 9. September 1926

Die Revue Two for the Show handelt in London während des Krieges und beinhaltete insgesamt 13 Musikstücke und Tanzlieder, Alfred Drake spielte die Hauptrolle. Das Musical brachte es im Booth Theatre zwischen dem 8. Februar 1940 und 25. Mai 1940 auf 124 Aufführungen. How High the Moon erschien als fünfter von 8 Songs im ersten Akt, im zweiten Akt gab es noch 5 weitere Stücke. Er wird von 8 Personen in Abendkleidung auf einer Londoner Straße gesungen. William Morgan Lewis schrieb die Musik als langsame Ballade in der A-B'-A-B"-Form, dabei nutzte er eine absteigende Akkordfolge. Wegen seiner komplexen und interessanten Akkordfolgen gab es den Song später auch in mehreren Bebop-Versionen, so dass er seither mit höherem Tempo vorgetragen wird. Es blieb das einzige Jazzstandard, das Lewis geschrieben hatte. Nancy Hamiltons Text unterstützt eigentlich auch die heutige schnelle Version. Erzählt wird die Geschichte einer unerreichbaren Liebe, so weit entfernt wie der Mond. Beide Autoren gehören nicht zu den professionellen Komponisten, für sie sind jeweils lediglich 19 Titel bei der ASCAP registriert. How High the Moon hob sich von den anderen Liedern der Revue deutlich ab und erschien deshalb in zahlreichen Versionen.

## Original
Benny Goodmans Original mit Sängerin Helen Forrest entstand am 7. Februar 1940 in New York, also noch am Tag vor der Premiere des Musicals. Das hervorstechende Piano-Solo stammt von Wally Krauss. Die weitere Besetzung bestand aus Toots Mondello und Buff Estes (Alt-Saxophon), Buss Bassey (Tenorsaxophon), Irving Goodman, Ziggy Elman und Jimmy Maxwell (Trompete), Red Ballard, Ted Vesely und Vernon Brown (Posaune). Die Single How High the Moon / The Fable of the Rose (Columbia 35391) gelangte nach ihrer Veröffentlichung im Februar 1940 bis auf Rang 6 der US-Hitparade.

## Wichtige Coverversionen
Es gibt mindestens 94 Coverversionen, die die stilübergreifende Verwendbarkeit des Titels unterstreichen. Neben Jazzaufnahmen gibt es Popversionen, eine Soul- und eine Discofassung. Mitchell Ayres and his Fashions in Music (mit Mary Ann Mercer, Gesang; Aufnahmedatum: 8. Februar 1940) erreichten mit ihrer ersten Coverversion Rang 18 der Hitparade, Freddie Rich & Orchestra mit Rosemary Calvin nahmen das Stück am 14. Februar 1940 auf, Harry James & Dick Haymes (im Bostoner Southland Café) am 19. März 1940. Ella Fitzgerald singt ihn mit Dizzy Gillespies Orchester live in der ausverkauften Carnegie Hall am 29. September 1947, ihre erste Plattenversion stammt vom 20. Dezember 1947 mit den Daydreamers. Sie hat den Song über 15 Mal mit ihrem typischen Scat-Gesang aufgenommen. Django Reinhardt nahm ihn mit seinen Improvisationen als Gitarrist der Jazz Club Mystery Hot Band am 25. Januar 1945 in Paris auf.
Lionel Hampton folgte am 2. April 1947, Goodman erneut als Goodman Septet am 7. April 1947, Stan Kentons Instrumentalversion stammt vom 21. Dezember 1947. Der noch unbekannte Dave Brubeck suchte sich den Song aus, um ihn mit seinem gerade gegründeten Oktett im Jahre 1948 für eine Vorspielprobe bei der NBC zu präsentieren. Duke Ellington (mit Ben Webster) führte ihn live in der Carnegie Hall am 13. November 1948 auf. Das Charlie Parker Quintet verewigte ihn am 18. Dezember 1948, Erroll Garner am 7. Oktober 1950.

Les Paul & Mary Ford - How High the Moon

Die Fassung des Duos Les Paul/Mary Ford, eine der ersten Overdub-Aufnahmen der Musikgeschichte, blieb neun Wochen auf Platz eins. Gitarrist Les Paul, der sich auch mit Gitarrenkonstruktion (die Gibson Les Paul ist nach ihm benannt) und Aufnahmetechnik befasste, entwickelte ein Nachhallverfahren (Delay), das auf seiner am 4. Januar 1951 zuhause eingespielten Aufnahme erstmals zu hören ist und seitdem zu den üblichen Soundeffekten der Aufnahmetechnik gehört. Er legte insgesamt acht identische Tracks mit zeitlicher Verzögerung übereinander, wobei er eine Degeneration der Qualität in Kauf nehmen musste. Pauls Version kam am 23. März 1951 in die Hitparade, wo sie 25 Wochen verweilte. Kein anderes Duett verharrte für 9 Wochen auf dem ersten Rang der US-Charts. Seine Version erreichte auch als erste Aufnahme eines weißen Interpreten Rang eins der Rhythm-&-Blues-Hitparade. Les Pauls Version verkaufte 1,5 Millionen Exemplare und ist damit die erfolgreichste Version von How High the Moon. Aufgrund seiner kulturellen und historischen Bedeutung für die Vereinigten Staaten wurde der Jazzstandard in der Fassung des Duos Les Paul/Mary Ford am 27. Januar 2003 in die National Recording Registry der Library of Congress aufgenommen.
Sarah Vaughn nahm den Titel zwischen dem 25. und 27. Oktober 1955 auf, Sonny Stitt folgte am 1. August 1958. Eine denkwürdige Aufnahme stammt von Ella Fitzgerald, als sie ihn in der Berliner Deutschlandhalle am 13. Februar 1960 präsentierte (zu finden auf der LP Ella in Berlin; 1960), Marvin Gaye brachte im Juni 1961 eine Soulfassung heraus, die Discoversion von Gloria Gaynor (November 1975) war kein großer Hit für sie.
Die Abfolge der Akkorde bilden das Akkordgerüst für Charlie Parkers Komposition Ornithology. Ella Fitzgerald, Lionel Hampton und andere übernahmen 'Ornithology' in ihr Solo bei der Interpretation von How High the Moon. Miles Davis’ Komposition Solar basiert auf Teilen der Akkordstrukturen von How High the Moon.

## Kinofilme
Das Lied wurde zudem in den folgenden Spielfilmen verwendet:
- Eine Tasse Tee für die Liebe (Premiere: 21. Juli 1989)
- Casino (14. November 1995)
- Im Bann des Jade Skorpions (5. August 2001; Dick Hyman, The Rainbow Room All Stars)
- Mona Lisas Lächeln (19. Dezember 2003)